# William Beckford
William Thomas Beckford (*Fonthill, Wiltshire, 1 de octubre de 1760 - †2 de mayo de 1844) fue un novelista inglés, crítico de arte, escritor de crónicas de viajes y político.

## Biografía

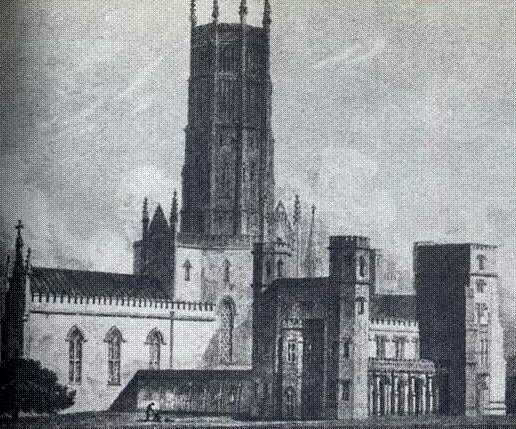
Fonthill Abbey fue diseñada para William Beckford por el arquitecto James Wyatt.

«Temo que no haya nada bueno en este mundo si no es componer arias, erigir torres, proyectar jardines, hacer colecciones de muebles en estilo japonés y escribir relatos de viajes a China o a la Luna» (W. B.)
Nació en la mansión propiedad de su padre, antiguo alcalde de Londres William Beckford. A los diez años, heredó una fortuna de alrededor de un millón de libras esterlinas, tierras y una gran plantación de azúcar en Jamaica. Esta fortuna le permitió vivir holgadamente para dedicarse al arte, la arquitectura y la escritura; en arquitectura fue discípulo de sir William Chambers y en pintura de Alexander Cozens.
Dandy hasta el punto de haberse constituido en modelo para lord Byron, y bisexual, a los diecinueve años fue acusado, acaso infundadamente, porque los cargos no llegaron a probarse, de corromper a William Courtenay, IX Conde de Devon, y a lo largo de su vida tuvo otras aventuras con hombres y muchachos; habiendo contraído matrimonio con Lady Margaret Gordon, la hija del cuarto conde de Aboyne, el 5 de mayo de 1783, tuvo que exiliarse e hizo un largo viaje por el extranjero, en el transcurso del cual, estando en Suiza, su mujer murió al dar a luz. Entre sus descendientes directos se encuentran Rainiero III de Mónaco y el diseñador Egon von Fürstenberg.
En 1782 viajó a Italia y escribió el libro Dreams, Waking Thoughts and Incidents (1783); se trajo además algunos cuadros italianos de pintores famosos. Poco después escribió su novela gótica más conocida, Vathek (1786), escrita originalmente en francés. Se trata de una obra imprevisible, llena de concepciones fantásticas, en la que un califa vende su alma al diablo. A causa de su carácter onírico y fantasioso se ha considerado a esta novela uno de los precedentes históricos del surrealismo literario. Una continuación de tres Episodios de Vathek no fue descubierta sino en 1909. Otras de sus obras destacadas son Memoirs of Extraordinary Painters (1780), escrita para burlarse de la colección familiar de pintores flamencos, y Letters from Italy with Sketches of Spain and Portugal. En 1793 viajó a Portugal, país en el que residió durante un tiempo. Vuelto a Inglaterra, fue miembro del Parlamento entre 1784 y 1793 y de nuevo entre 1806 y 1820. 
Marginado por la más pacata sociedad de entonces, se encerró en los terrenos de Fonthill tras un largo muro de nueve km lo suficientemente alto como para impedir la entrada a cazadores de zorros y liebres y decidió construir, como Felipe II, un monasterio aledaño a su casa. Encargó al arquitecto James Wyatt los planos de la neogótica Fonthill Abbey, terminada en 1807 en la que Beckford ubicó su formidable colección de arte; Nelson visitó la casa con su amante lady Hamilton en 1800. Él mismo dirigió las obras. La torre, de 90 metros de altura, se desmoronó en 1825; el resto del edificio fue más tarde demolido. Actualmente sólo quedan la casa del portero y las ruinas del ala norte. Sus extravagancias como coleccionista de arte y constructor redujeron muchísimo su patrimonio, al principio colosal, de cien mil libras de renta anual a sólo ochenta mil. Como base de su propia biblioteca adquirió entera la del historiador Edward Gibbon. Beckford murió el 2 de mayo de 1844 en su residencia de Lansdown Crescent. Está enterrado en la Catedral de Salisbury. 
En 1782 George Romney pintó un retrato de cuerpo entero de William Beckford.

## Obras
- Dreams, Waking Thoughts and Incidents (1783).
- Vathek (1786). Edición en catalán de Carles Urritz. Barcelona: Editorial Laertes, 1995. ISBN: 84-7584-282-8. Y en español de Manuel Serrat Crespo, con prólogo de Stéphane Mallarmé. José J. de Olañeta, Editor. Palma de Mallorca, 2011. ISBN: 978-84-9716-709-3
- Memoirs of Extraordinary Painters (1780).
- Letters from Italy with Sketches of Spain and Portugal (1835).
- Recollections of the Monasteries of Alcobaca and Batalha (1835). Edición en español: Barcelona, Editorial Laertes, 1983. Prólogo y traducción de Luis Antonio de Villena. ISBN: 84-85346-94-7